# Šamil Gitinov
Šamil Idrisovič Gitinov (* 4. července 1979) je bývalý ruský zápasník–volnostylař avarské národnosti, který od roku 2006 reprezentoval Arménii.

## Sportovní kariéra
Je rodákem z dagestánské horské obce Tlondoda v Cumadinském okrese. Připravoval se pod vedením svého otce Idrise. Jeho starší bratr Arsen je olympijským medailistou z olympijských her v Sydney v roce 2000.
V ruské volnostylařské reprezentaci se neprosazoval a v roce 2006 přijal nabídku reprezentovat Arménii. Rusové mu k odchodu nebránili a tak v témže roce poprvé nastoupil v nových barvách ve váze do 96 kg. Arménský reprezentační trenér Ara Bagdadjan však od roku 2007 dával v reprezentaci přednost rodilému Arménu Edgaru Jenokjanovi. Na první světovou olympijskou kvalifikaci v Martigny odjížděl v dubnu 2008 s vědomím, že v případě zisku olympijské kvóty pojede na olympijské hry v Pekingu jeho hlavní rival. Proto souboj o postupové třetí místo vypustil a doslova ho věnoval svému krajanu Dagestánci Ruslanu Šejchovi, který reprezentoval Bělorusko. Tento jeho počin vedl představenstvo Mezinárodní zápasnické federace k názoru, že byl zápas předem domluvený a diskvalifikovala jeho i Ruslana Šejchova. Navíc oba zápasníky potrestala ročním zákazem startu za nesportovní chování. Po vypršení trestu se k vrcholovému zápasení nevrátil.

## Výsledky
| Olympijské hry     |     |    | X |
| Mistrovství světa  | úč. | —  |   |
| Mistrovství Evropy | 2.  | 3. | — |